# Box Hill (Surrey)
Box Hill ist ein Berg in den North Downs in Surrey (England).

## Lage
Der Berg liegt 30 km südwestlich von London. Er ist Standort der Box Hill School.

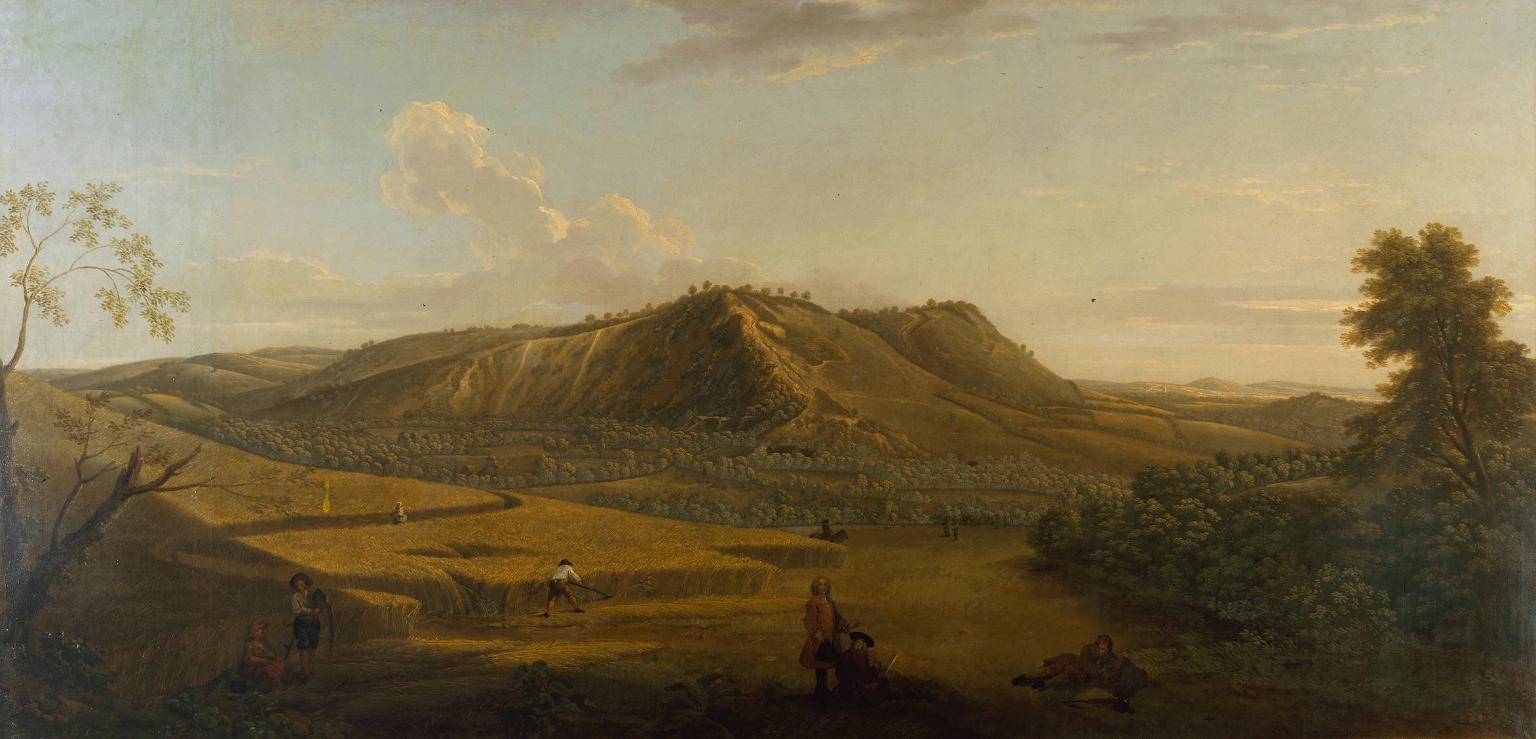
George Lambert: Blick auf Box Hill, 1733

## Box Hillin der Literatur
Der englische Gartenarchitekt John Evelyn vermerkt in seinem Tagebuch, dass Gäste aus Epsom Spa gern Ausflüge nach Box Hill unternahmen.
Das „Picnic in Box Hill“ ist eine der Schlüsselszenen in Jane Austens Roman Emma.

## Besonderes
Bei den Olympischen Spielen 2012 führten die Straßenradrennen der Männer und Frauen über den Berg. Die Männer überfuhren diesen neunmal, die Frauen zweimal.
Nach einer Erhebung von Strava unter Radsportlern ist Box Hill bei diesen der weltweit beliebteste Anstieg; sie gaben ihm den Spitznamen Zig Zag.